# Brigitte Favresse
Brigitte Favresse est une femme de lettres française, née à Saint-Quentin.
Elle habite dans le Vaucluse[réf. nécessaire].

## Biographie
Brigitte Favresse a une formation scientifique, puis a fait de la recherche médicale.
Son premier roman La Lise a été publié en 1982 aux Éditions Des femmes. Il a reçu une lettre de Marguerite Duras qui vante la beauté du livre : « Je trouve ton livre très beau, très très beau... il dépasse de très loin , bien entendu ce qu'on peut lire d'édité...Un lecteur de la production libraire courante ne s'y retrouvera jamais. Mais peu importe, il faut qu'il reste difficile et ne pas en changer un mot ». 
Elle lui suggère même de faire une « grille de lecture » à publier en postface. Elle publiera Paris-Plage en 1983 et Marylin en 1995.
Elle a participé à un travail collectif d'écriture en 1991, intitulé Chemin de femmes, au côté de Liliane Giraudon et Katy Rémy. Le travail est présenté par le comité d'entreprise des cheminots de la région Provence-Alpes-Côte d’Azur « comme des écritures croisées de femmes écrivains et de cheminotes, femmes de roulants de Marseille, Avignon, et Nice ».
Michelle Porte s'est servi du livre Paris-Plage pour son film D'un Nord à l'autre, en argumentant : « Car, comme l’écrit Marguerite Duras dans sa lettre, le livre, c’est les mouvements de l’écrit comme on dit les mouvements de la mer ».
Brigitte Fravesse s'est investie dans des projets d'artistes. Elle préfacé le catalogue de l'exposition de la sculptrice Marie-Pierre Thiébaut, l’Écriture bois, qui s'est tenue à la galerie d'art la Tour des Cardinaux de L'Isle-sur-la-Sorgue, entre le 20 août et 27 septembre 1992. 
En 1988, dans le cadre des Printemps du livre, elle a publié dans la revue Lettres un texte : Qui a peur de la littérature ? qui questionne le pouvoir de la littérature.

## Œuvres
- La Lise, Éditions Des femmes, 1982
- Paris - Plage, Gallimard, 1983[1]
- Marylin, 1995[2]